# Schwarzova keramička
Schwarzova keramička je bývalý průmyslový podnik v Raspenavě, městě na severu České republiky ve Frýdlantském výběžku v Libereckém kraji. Firmu pojmenovanou Raspenauer Zementsteinfabrik založil na konci 19. století Franz Josef Schwarz. Po vzniku Československa roku 1918 ji předal Rudolfovi a Ottovi Schwarzovým. Závod produkoval betonové krytiny a střešní prvky. Součástí výrobního plánu byl též umělý mramor či nábytkové desky. Na počátku 21. století využívá prostory podniku panelárna Stanislava Vršťaly.